# Мацей Ділай
Мацей Ділай (пол. Maciej Diłaj; нар. 1 січня 1979) — колишній польський тенісист.
Найвищу одиночну позицію світового рейтингу — 443 місце досяг 8 серпня 2005, парну — 339 місце — 26 вересня 2005 року.

## Титули ITF Ф'ючерс

### Одиночний розряд: (1)
| Ранг | Дата     | Турнір             | Покриття | Суперник    | Рахунок       |
| ---- | -------- | ------------------ | -------- | ----------- | ------------- |
| 1.   | Сер 2004 | Польща F4, Познань | Ґрунт    | Давід Новак | 3–6, 6–3, 7–5 |

### Парний розряд: (12)
| Ранг | Дата     | Турнір                      | Покриття | Партнер           | Суперники                                     | Рахунок          |
| ---- | -------- | --------------------------- | -------- | ----------------- | --------------------------------------------- | ---------------- |
| 1.   | Тра 2004 | Польща F1, Гдиня            | Ґрунт    | Анджей Ґрусецький | Яніс Скродеріс Nikita Svacko                  | 6–1, 6–3         |
| 2.   | Лис 2004 | Туніс F4, Сфакс             | Тверде   | Штефан Віспайнер  | Ілія Бозоляц Віктор Троїцький                 | 1–6, 6–3, 6–1    |
| 3.   | Тра 2005 | Польща F1, Гдиня            | Ґрунт    | Давід Олейнічак   | Роберт Ґодлевський Пшемислав Стець            | 6–0, 6–1         |
| 4.   | Тра 2005 | Польща F2, Кендзежин-Козьле | Ґрунт    | Давід Олейнічак   | Хорді Марсе-Відрі Альберто Соріано-Мальдонадо | 7–6(4), 6–2      |
| 5.   | Чер 2005 | Польща F3, Кошалін          | Ґрунт    | Давід Олейнічак   | Якуб Ніякі Філіп Урбан                        | 7–5, 6–2         |
| 6.   | Чер 2005 | Польща F4, Битом            | Ґрунт    | Давід Олейнічак   | Якуб Гашек Йозеф Нештіцький                   | 1–0 ret.         |
| 7.   | Вер 2005 | Польща F7, Щецин            | Ґрунт    | Давід Олейнічак   | Феліпе Парада Бенедікт Штронк                 | 6–3, 6–0         |
| 8.   | Лют 2006 | Польща F1, Щецин            | Тверде   | Томаш Беднарек    | Мартін Фішер Філіпп Освальд                   | 6–2, 4–6, 6–3    |
| 9.   | Кві 2006 | Італія F11, Падуя           | Ґрунт    | Рафаел Дюрек      | Гільєрмо Каррі Джузеппе Менга                 | 2–6, 6–3, 6–3    |
| 10.  | Чер 2006 | Польща F6, Краків           | Ґрунт    | Рафаел Дюрек      | Радослав Ніякі Філіп Урбан                    | 3–6, 6–4, 6–3    |
| 11.  | Чер 2006 | Польща F7, Кошалін          | Ґрунт    | Рафаел Дюрек      | Радослав Ніякі Філіп Урбан                    | 6–2, 6–2         |
| 12.  | Вер 2006 | Польща F11, Щецин           | Ґрунт    | Рафаел Дюрек      | Денис Мацюкевич Денісс Павловс                | 6–3, 4–6, 7–6(1) |